# Neraw
Neraw (maced. Нерав) – wieś w północno-wschodniej Macedonii Północnej, w gminie Kriwa Pałanka.